# راشيل آرييه
راشيل آرييه (1924-2018)، مؤرخة فرنسية متخصصة في إسبانيا الإسلامية، ولا سيما فترة الإمارة النصرية في غرناطة. بحلول عام 1992، كانت مديرة الأبحاث في المركز الوطني الفرنسي للبحث العلمي وحصلت على الدكتوراه الفخرية من جامعة غرناطة.